# روسلان مزنتسف
روسلان مزنتسف (انگلیسی: Ruslan Mezentsev؛ زادهٔ ۲۴ ژوئن ۱۹۸۱) ژیمناست هنری اهل اوکراین است.